# Givarlais
Givarlais è un comune francese soppresso e frazione del dipartimento dell'Allier della regione dell'Alvernia-Rodano-Alpi. Dal 1º gennaio 2016 si è fuso con i comuni di Louroux-Hodement e Maillet per formare il nuovo comune di Haut-Bocage.

## Società

### Evoluzione demografica
Abitanti censiti